# Каспий (Атырауская область)
Каспий (каз. Каспий) — село в Курмангазинском районе Атырауской области Казахстана. Входит в состав сельского округа Орлы. Код КАТО — 234649200.

## Население
В 1999 году население села составляло 311 человек (161 мужчина и 150 женщин). По данным переписи 2009 года, в селе проживало 275 человек (152 мужчины и 123 женщины).